# (308635) 2005 YU55

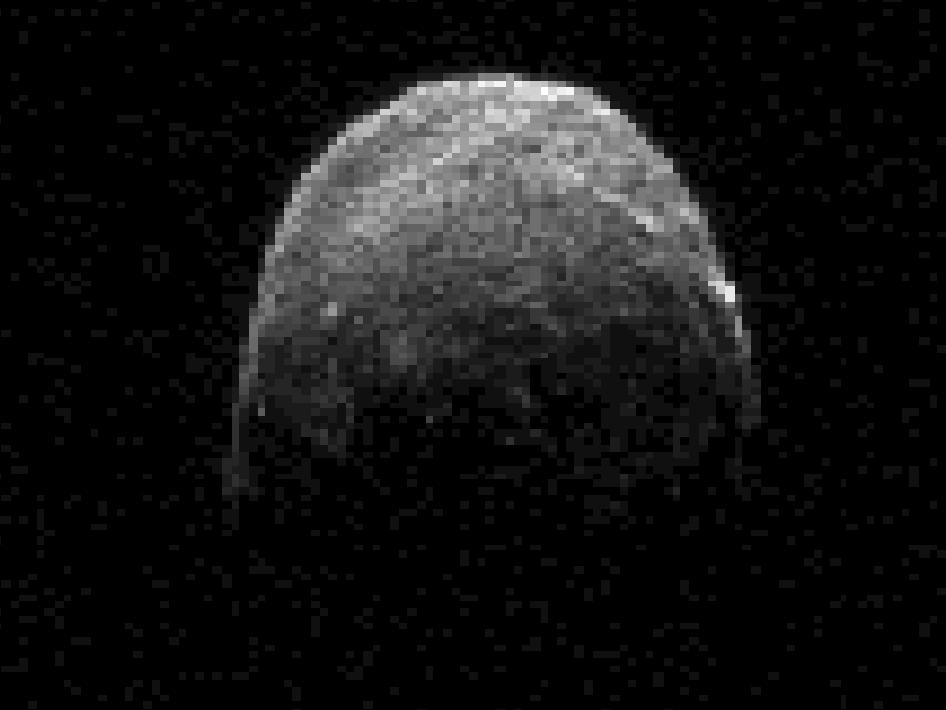
Imagine radar Goldstone a asteroidului luată la 7 noiembrie 2011

(308635) 2005 YU55, scris și  ca 2005 YU55, este un asteroid potențial periculos pentru planeta Pământ. Are diametrul de cca. 310 - 400 m. A fost descoperit la 28 decembrie 2005 de Robert S. McMillan la Observatorul Steward, Kitt Peak. La 8 noiembrie 2011 a trecut la 324.900 kilometri (sau 201.900 mile) față de Pământ. Această distanță este mai mică decât distanța de la Pământ la Lună (0,85 din aceasta).

## Impact ipotetic
Este considerat de către experți ca fiind "potențial periculos". Dacă ar lovi planeta Pământ ar avea forța a 65.000 de bombe atomice și ar avea ca rezultat un crater de cca. 10 kilometri cu o adâncime mai mare 600 de metri.